# 雅各布·希夫
雅各布·希夫（Jacob Hirsch Schiff、Jacob Henry Schiff，1847年1月10日—1920年9月25日）是一位出生在德国的美国银行家和慈善家，曾经以巨额贷款资助日本军队击败沙皇俄国，赢得日俄战争。 
雅各布·希夫以纽约华尔街为基地，是许多重要公司的主管，包括花旗银行、美国公平人寿保险协会、和联合太平洋铁路；他也是所谓“希夫时代”最重要的美国犹太人领袖，举凡当时世界上有关犹太人的几乎每一个重大问题，包括沙皇尼古拉二世统治下俄国犹太人的困境，美国和国际的反犹太主义，贫困犹太移民的照顾，以及犹太复国主义的兴起，雅各布·希夫都涉足其中。

## 生平
1847年1月10日，雅各布·希夫出生在德国法兰克福一个显赫的犹太人家族，该家族在法兰克福的世系可以追溯到1370年。希夫家族与另一个犹太人的名门望族——罗斯柴尔德家族都世代居住在法兰克福的犹太人隔都。1865年，18岁的雅各布·希夫移居美国纽约，从事银行工作。1875年，他与库恩-洛布公司（Kuhn, Loeb & Co.）总裁所罗门·洛布的女儿结婚，随后进入这间公司。1885年，所罗门·洛布去世后，他得以接手负责库恩-洛布公司，将其发展成为“西半球2个最有实力的私营国际银行之一”(Adler 8)。希夫始终强烈的感受到他与犹太人的联系，这在他全部的慈善事业中都得到了体现。他支持 relief efforts for 俄国大屠杀牺牲品，并帮助成立和发展希伯来协和学院、美洲犹太教神学院，以及纽约公共图书馆的犹太部。不过，他也资助许多美国的重大工程。最后，他在1897年和其他许多铁路公司改组了破产的联合太平洋铁路，成为美國最主要的鐵路銀行家之一。
希夫是美国犹太人中最重要的慈善家之一，他捐款的对象包括几乎每一个重要的犹太事业，以及许多美国机构，例如美国童军、美国红十字会以及塔斯基吉学院
在1904年到1905年的日俄战争期间，希夫通过库恩-洛布公司进行了他最著名的一次金融行动，向日本放出一系列风险极大的贷款，总数达到2亿美元。他情愿为这项借款承担巨大的风险，因为当时日本的实力显然处于劣势，并且此前尚无一个欧洲国家被非欧洲国家击败的先例。但是希夫同情日本的努力和愿望，称这些比金钱更重要，要帮助日本赢得这场战争，当然更重要的原因是代表犹太人，向采取反犹太主义行动（特别是新近发生的基什尼奥夫大屠杀）的沙皇政权进行复仇。 
这次贷款引起了全世界的注意，产生了重大影响。日本赢得了这场战争，此后日本政府深信犹太人由于彼此忠诚，而在全世界拥有巨大的势力，甚至准备控制世界（锡安长老会纪要）。这一思维后来发展为失败的河豚计划，拯救了数千名犹太人来到日本控制下的中国，服务于日本的经济利益，从而逃脱了犹太人大屠杀。希夫也获得了明治天皇颁发的旭日勋章，成为第一个获此荣誉的外国人。1904年，英国国王爱德华七世也私下接见了希夫。
希夫除了贷款给日本以外，还贷款给许多国家，包括后来加入同盟国 (第一次世界大战)的国家。当第一次世界大战终于爆发时，他利用自己的名誉和影响催促美国总统伍德罗·威尔逊，即使协约国不能获胜，也要尽快结束这场战争。他担心他的家族的生存，回到德国，也是为了这个国家的未来。他也为了人道主义目的，贷款给法国和其他国家，还声明反对进行潜水艇战争。
1906年，美国犹太人委员会成立，雅各布·希夫是第一批领袖之一。 
在第一次世界大战前后的那些年间，雅各布·希夫的公司向全世界许多国家贷款，但是他下达了禁令，不许将一分钱借给俄国，因为该国一贯严厉地镇压犹太人。1917年沙皇尼古拉二世政府倒台时，希夫相信对犹太人的压迫将要结束。他同情亚历山大·克伦斯基政府，在公司内正式废除了不允许贷款给俄国的禁令。然而，当列宁和托洛茨基的苏维埃政府的学说和政策明朗化的时候，希夫又再一次严厉地禁止以任何方式帮助俄国。
1920年秋季，雅各布·希夫病逝。

## 阴谋与虚构
由于雅各布·希夫的名望，巨额的财富和权势，以及与大量的事业、事件和组织有关，一些人受到《犹太人贤士议定书》的影响，认为他是阴谋论的主题。他和罗斯柴尔德家族、瓦尔堡家族、奥本海默家族等犹太人一起，被指为用神秘的阴谋控制世界经济和各国政府的几个关键人物。事实上，他确实在1912年伍德罗·威尔逊的美国总统选举中扮演重要角色，曾经数次直接与伍德罗·威尔逊和西奥多·罗斯福两位总统交谈，也与英国国王爱德华七世和日本明治天皇进行个人会面。他向日本和许多国家贷款，以及捐款给全世界无数的公司和组织，使他成为各种阴谋论现成的目标，其中一些充满着充满敌意的反犹太主义气质。

## 家庭
- 妻子: Therese
- 子女:  Mortimer Schiff; Frieda Warburg, nee Schiff
- 父亲: Moses Schiff
- 母亲: Clara Schiff, nee Niederhofheim
- 孙女: Dorothy Schiff
- Great-great-grandson: Dr. Andrew Schiff, husband of Karenna Gore Schiff